# Enrique Vila-Matas

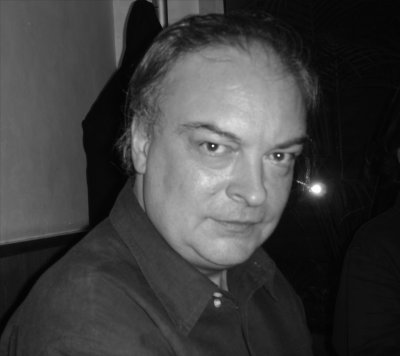
Enrique Vila-Matas (2005)

Enrique Vila-Matas (* 31. März 1948 in Barcelona) ist ein spanischer Schriftsteller.
Enrique Vila-Matas hat seit 1973 zehn Romane sowie zahlreiche Erzählungen und Essays verfasst, die in 35 Sprachen übersetzt und mehrfach ausgezeichnet wurden. Vila-Matas lebt und arbeitet heute in Barcelona. In Frankreich wurde er 2007 zum Ritter der Ehrenlegion und 2013 zum Officier des Ordre des Arts et des Lettres ernannt.

## Werke (Auswahl)
- Historia abreviada de la literatura portátil (1985).
  - Dada aus dem Koffer – Die verkürzte Geschichte der tragbaren Literatur.  Aus dem Spanischen von Orlando Grossegesse. Popa, München 1988.
- Una casa para siempre (1988).
  - Ein Haus für immer – Memoiren eines Bauchredners. Aus dem Spanischen von Orlando Grossegesse. Popa, München 1989. ISBN 3-925-81817-0.
- Suicidios ejemplares (1991). 
  - Vorbildliche Selbstmorde. Aus dem Spanischen von Veronika Schmidt. edition suhrkamp, Frankfurt am Main 1995. ISBN 3-518-11969-9.
- Una estrecha tumba para tres; in: Hijos sin hijos (1993).
  - Ein Grab für drei. In: Reisende auf Abwegen. Fünf Erzählungen aus Spanien. Löwenzahnverlag, Innsbruck 1993. ISBN 978-3900521219.
- Extraña forma de vida (1997).
  - Die merkwürdigen Zufälle des Lebens. Aus dem Spanischen von Petra Strien. Nagel & Kimche, Zürich 2002. ISBN 978-3-312-00305-1.
- Bartleby y compañia (2000).
  - Bartleby & Co. Aus dem Spanischen von Petra Strien. Nagel & Kimche, Zürich 2001. ISBN 3-312-00288-5.
- El mal de Montano (2002). 
  - Risiken & Nebenwirkungen. Aus dem Spanischen von Petra Strien. Nagel & Kimche, Zürich 2004. ISBN 3-312-00338-5.
- Paris no se acaba nunca (2003).
  - Paris hat kein Ende. Aus dem Spanischen von Petra Strien. Nagel & Kimche, Zürich 2005. ISBN 3-312-00357-1.
- Doctor Pasavento (2005).
  - Doktor Pasavento. Aus dem Spanischen von Petra Strien. Nagel & Kimche im Hanser Verlag, München 2007. ISBN 978-3-312-00402-7.
- Dublinesca (2010). 
  - Dublinesk. Aus dem Spanischen von Petra Strien. Die Andere Bibliothek, Berlin 2013. ISBN 9783847703419.
- Kassel no invita a la lógica (2014).
  - Kassel: eine Fiktion. Aus dem Spanischen von Petra Strien. Die Andere Bibliothek, Berlin 2017. ISBN 9783847703884.
- Mac y su contratiempo (2017).
  - Mac und sein Zwiespalt. Aus dem Spanischen von Petra Strien-Bourmer. Wallstein, Göttingen 2022, ISBN 978-3-8353-5246-9.
- Montevideo (2022).
  - Montevideo. Aus dem Spanischen von Petra Strien-Bourmer. Wallstein, Göttingen 2024, ISBN 978-3-8353-5574-3.

### Aufsätze
- Theorien loswerden. Die Kunst des Wartens und die Sternkarten des Romans der Zukunft. In: Lettre International 113, S. 63–69, Sommer 2016. ISSN 0945-5167
- Bastian Schneider. Ein Intertextueller ergreift das Wort am Rand der letzten Klippe. In: Lettre International 118, S. 35–39, Herbst 2017. ISSN 0945-5167
- Marienbad elektrisch. Erinnerungen an Feste des Geistes mit Dominique Gonzalez-Foerster. In: Lettre International 120, S. 98–113, Frühjahr 2018. ISSN 0945-5167

## Preise und Auszeichnungen
Für einige seiner Werke erhielt der Autor Preise. Dazu zählen unter anderem:
- 2000: Für Bartleby & co den Preis der Stadt Barcelona (Premio Ciudad de Barcelona), den Prix du Meilleur livre étranger und den Prix Fernando Aguirre-Libralire
- 2001: Für El viaje vertical den Premio Rómulo Gallegos
- 2002: Für El mal de Montano den Premio Herralde de Novela
- 2003: Für El mal de Montano den Spanischen Kritikerpreis (Premio Nacional de la Critica), den Prix Médicis du livre étranger und den Premio del Círculo de Críticos de Chile
- 2006: Für El mal de Montano den  Premio Internazionale Ennio Flaiano
- 2006: Für Doctor Pasavento den Premio Fundación Lara und den Preis der königlich-spanischen Akademie (Premio de la Real Academia Española)
- 2007: Für El viajero más lento den Premio Internazionale Elsa Morante
- 2009: Für Doctor Pasavento den Premio Internazionale Mondello Città di Palermo
- 2010: Premio Leteo 2010 (León (España))
- 2010: Für Dublinesca den prix Jean Carrière Nimes
- 2011: Für Dublinesca den Premio Bottari Lattes Grinzane
- 2012: Für Aire de Dylan den premio Argital Bilbao
- 2012: Für Exploradores del abismo den Premio Gregor von Rezzori
- 2015: Für sein Gesamtwerk den FIL-Preis